# Arquitectura fractal

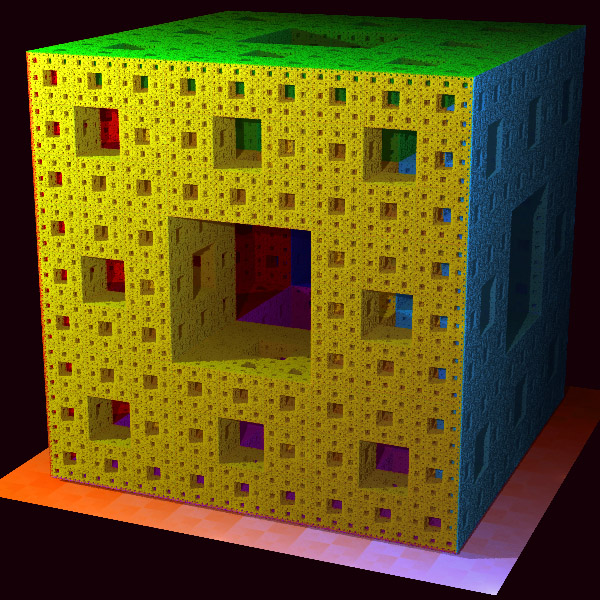
Esponja de Menger

Un fractal se puede entender como un patrón repetitivo; esto quiere decir que una misma forma se repite al observar la naturaleza en diferentes escalas. Los ejemplos más comúnmente citados son los copos de nieve.
Benoit Mandelbrot acuñó el término Geometría Fractal en 1975 y él mismo observó su relación con arquitectura. La propiedad matemática clave de un objeto fractal es que su dimensión métrica fractal es un número no entero, los fractales son objetos de cualquier tipo, en los que su superficie es irregular, pero en la cual esa irregularidad se repite geométricamente en diferentes escalas. La estructura tendrá los mismos elementos básicos, ya sea visto como un conjunto, o analizando sus partes; son infinitamente complejos, pero se desarrollan a través de interacciones, lo que permite estudiarlos por medio de secuencias.

## En Arquitectura

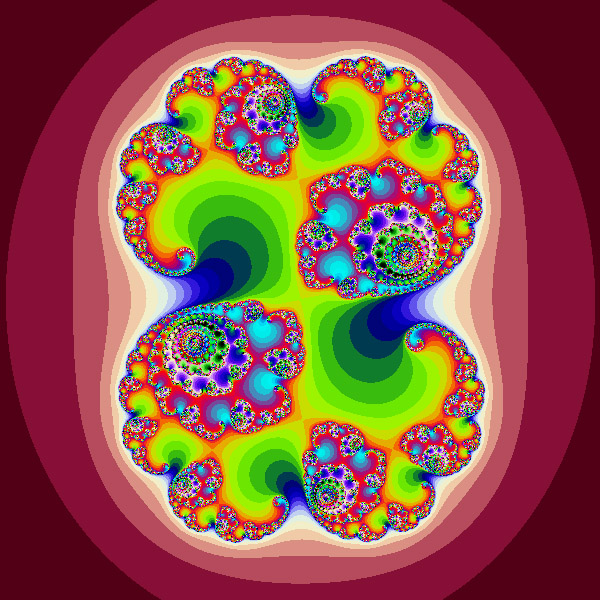
Conjunto de Julia

En esta disciplina se han llevado a cabo varios análisis y comparaciones con la arquitectura Fractal, porque se considera que muchos arquitectos de la antigüedad, basaron sus diseños en los principios fractales. Importantes edificios de la antigüedad, arquitectura vernácula y el diseño urbano de ciudades alrededor de todo el mundo han presentado en su diseño patrones relacionados con estos. En losetas para piso son muy comunes los patrones de fractales.

### Clasificación
- Autosimilitud exacta: es el tipo más restrictivo y exige que el fractal parezca idéntico a diferentes escalas (sistemas de funciones iteradas). Ejemplo: conjunto de Cantor, triángulo de Sierpinski, copo de nieve de Von Koch y otros.
- Cuasiautosimilitud: exige que el fractal parezca aproximadamente idéntico a diferentes escalas (fractales definidos por relaciones de recurrencia). Ejemplo: conjunto de Julia, conjunto de Mandelbrot y otros.
- Autosimilitud estadística: es el tipo más débil y exige que el fractal tenga medidas numéricas o estadísticas que se preserven con el cambio de escala (fractales aleatorios).

En la naturaleza hay objetos que presentan características fractales. Si se toma una rama de algún árbol, se verá que su forma es semejante a la del árbol y lo mismo se notará comparando las ramas más pequeñas, pero llegará un punto en el que el árbol no puede descomponerse más, es decir que no será un fractal perfecto.
El utilizar algoritmos como herramientas del diseño. Nos permite generar proyectos que exploran los algoritmos y la computación como una herramienta de diseño generativo y que combinados a los actuales procesos de diseño produciendo una nueva e inusual forma arquitectónica, que podemos denominar Arquitectura Fractal que aunque ya se veían casos de este tipo de arquitectura, en edificaciones construidas hace siglos.
Un ejemplo es: La esponja de Menger, donde a medida que se aumentan las iteraciones la superficie aumenta hasta tender al infinito, al mismo tiempo que encierra un volumen que tiende a cero.

### Análogos

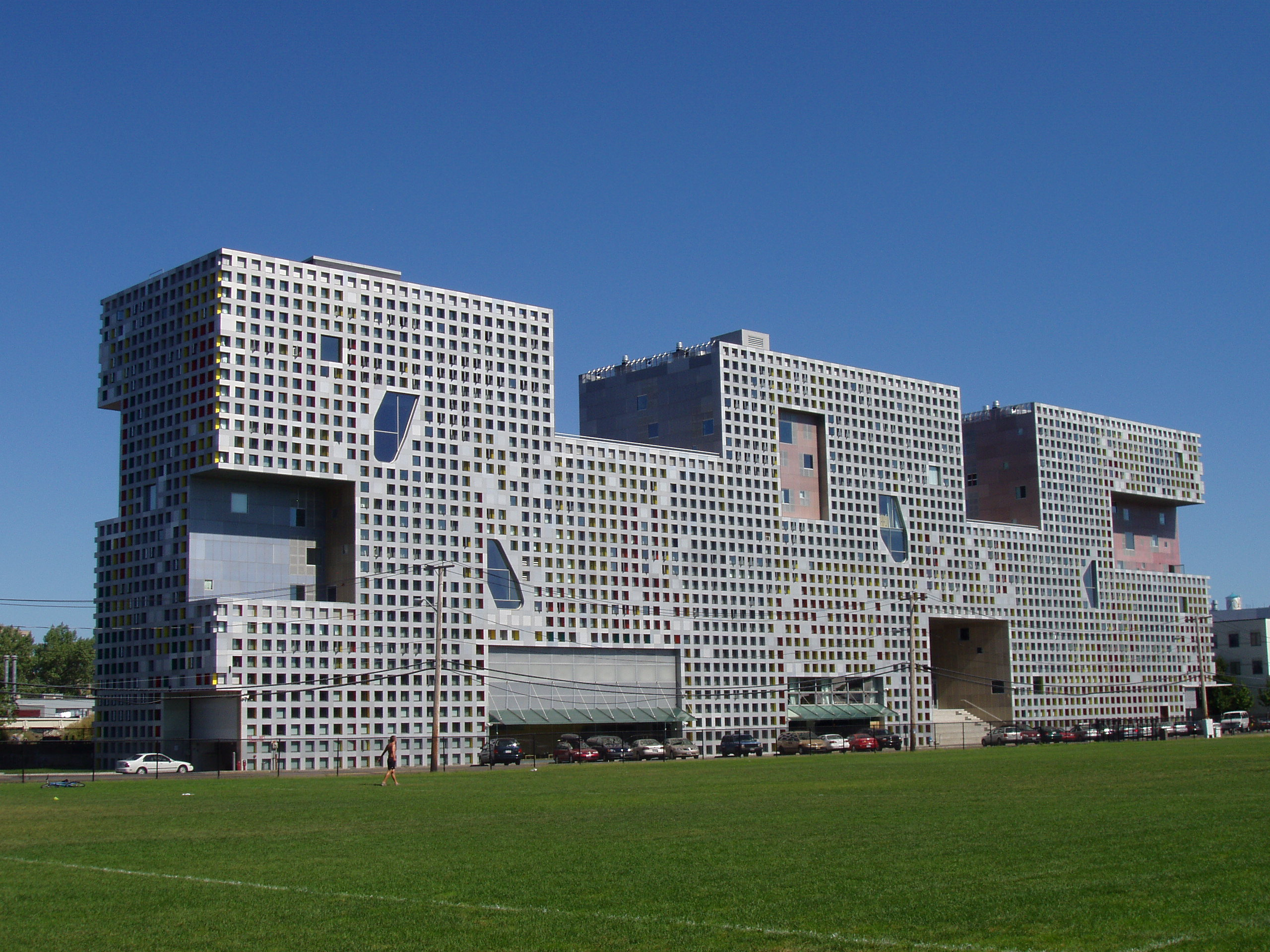
Simmons Hall

El Centro de Artes Escénicos de Taipéi, la cual logró una mención especial aunque finalmente no fue la seleccionada para la construcción. La obra, de la que se muestran figuras, fue presentada por el estudio NL Architects a través de sus responsables Pieter Bannenberg, Walter van Dijk y Kamiel Clase; se basa en un espacio combinado de escala urbana, que busca lograr un espacio verdaderamente público, definido por el mismo, para lo cual se apuesta a la perforación del interior del edificio originando una estructura permeable para los peatones. El edificio logra identidad; la plaza interior es un espacio abierto que permite el fluir de la vida urbana en todas las direcciones a través del mismo, protegido de los agentes meteorológicos de manera parcial. Además, cualquier objetivo dentro del edificio se puede alcanzar mediante el uso de varios caminos alternativos, los cuales resultan interesantes para inducir al encuentro y la interacción social, contando con instalaciones de bares, pasillos, restaurantes, salas de música y otras.
Simmons Hall del Massachusetts Institute of Technology, diseñado por Stevens Holl, que según él mismo, el plan fue motivado, al menos en parte, por la esponja natural, la cual presenta una distribución fractal de agujeros, con una aparente sencillez y tiene al cubo como punto de partida. La multiplicidad de formas que surgen a partir de los fractales, como asimismo la belleza y el activo de las mismas hacen pensar en un espectro de posibilidades en el diseño más que amplio, aun cuando no se utilicen los algoritmos de generación como una herramienta matemática.